# Банцер, Карл
Карл Людвиг Ноа Банцер (нем. Carl Ludwig Noah Bantzer; 6 августа 1857, Цигенхайн — 19 декабря 1941, Марбург) — немецкий живописец, педагог, профессор Королевской Академии живописи, скульптуры, гравюры и архитектуры в Дрездене. Как живописец работал под влиянием французского импрессионизма. Член колонии художников в Виллингсхаузене.

## Биография
Карл Банцер родился в семье ветеринарного врача Генриха Банцера (1809—1863). Рос в Швальмском регионе (Северный Гессен). В 1863 году после смерти отца, его мать вместе с четырьмя сыновьями переехала в Марбург. Карл Банцер посещал Марбургскую гимназию. После окончания гимназии поступил в Берлинскую академию искусств. Во время учёбы несколько раз возвращался в родные края, писал картины, изучал традиционную одежду Швальма, создал ряд портретов. В 1884—1885 годах работал вместе с дрезденским художником Вильгельмом Клаудиусом. В последующие годы он несколько раз приезжал в Швальм на летние каникулы.
С января по март 1890 года продолжил учёбу в Париже, где его впечатлили картины французских импрессионистов. Вернувшись на родину, поселился в Дрездене. Был членом колонии художников в Виллингсхаузене.
В 1896 году он был назначен профессором Королевской Академии живописи, скульптуры, гравюры и архитектуры в Дрездене. В том же 1896 году он получил малую золотую медаль на Международной художественной выставке в Берлине. В 1896—1897 годах он написал картину «Танцующая швальмерская молодежь», которую впервые выставил в Мюнхене в 1898 году.
В 1899 году он женился на Элен Фрэнсис Дарбишир (1874—1953). В этом браке родилось пятеро детей, включая дочь Маригард Банцер, которая стала иллюстратором детских книг и женой художника Карла Френсиса Банцера, отца актера Кристофа и музыканта Клауса Банцера. В 1903 году Карл Банцер получил большую золотую медаль на Большой Берлинской художественной выставке.
Банцер был членом Ассоциации немецких художников, основанной в 1903 году.[2] На своей первой совместной ежегодной выставке с Мюнхенским сецессионом в 1904 году в Кёльне. Он принял участие в художественной выставке в здании на Кёнигсплац с картиной маслом «Вечер». Он писал портреты швальмских фермеров и крестьянок, а в 1907 году создал картину «Уборщица урожая», несколько весенних пейзажей на Нойштедтер-Визе и в 1908 году — «Невесту фермера».
Карл Банцер был членом Королевской академии изобразительных искусств в Дрездене и имел титул гофрата (надворного советника).[В 1918 году он был назначен директором Академии искусств в Касселе, которой руководил до 1923 года.
Банцер воспитал многих известных художников, среди которых Иоганн Брокхофф, Карл Зон-Ретель, Георг Генель, Конрад Феликсмюллер, Курт Швиттерс и другие.
На протяжении всей жизни Банцер постоянно приезжал работать в Виллингсхаузен и Марбург, где у него была мастерская и где он умер в 1941 году в возрасте восьмидесяти четырёх лет.
В 2005 году был опубликован роман «Танец Швальмера» писателя и врача Хеннинга Шефера. Криминальная история повествует о двух предварительных набросках к картине Карла Банцера «Швельмерская молодежь на танцах».
Часть его письменного наследия хранится в Немецком художественном архиве Германского национального музея в Нюрнберге.
Имя Карла Банцера носят школа в Швальмштадте, улицы в Касселе, Марбурге, Гиссене, Гоппельне и Швальмштадте.

## Галерея

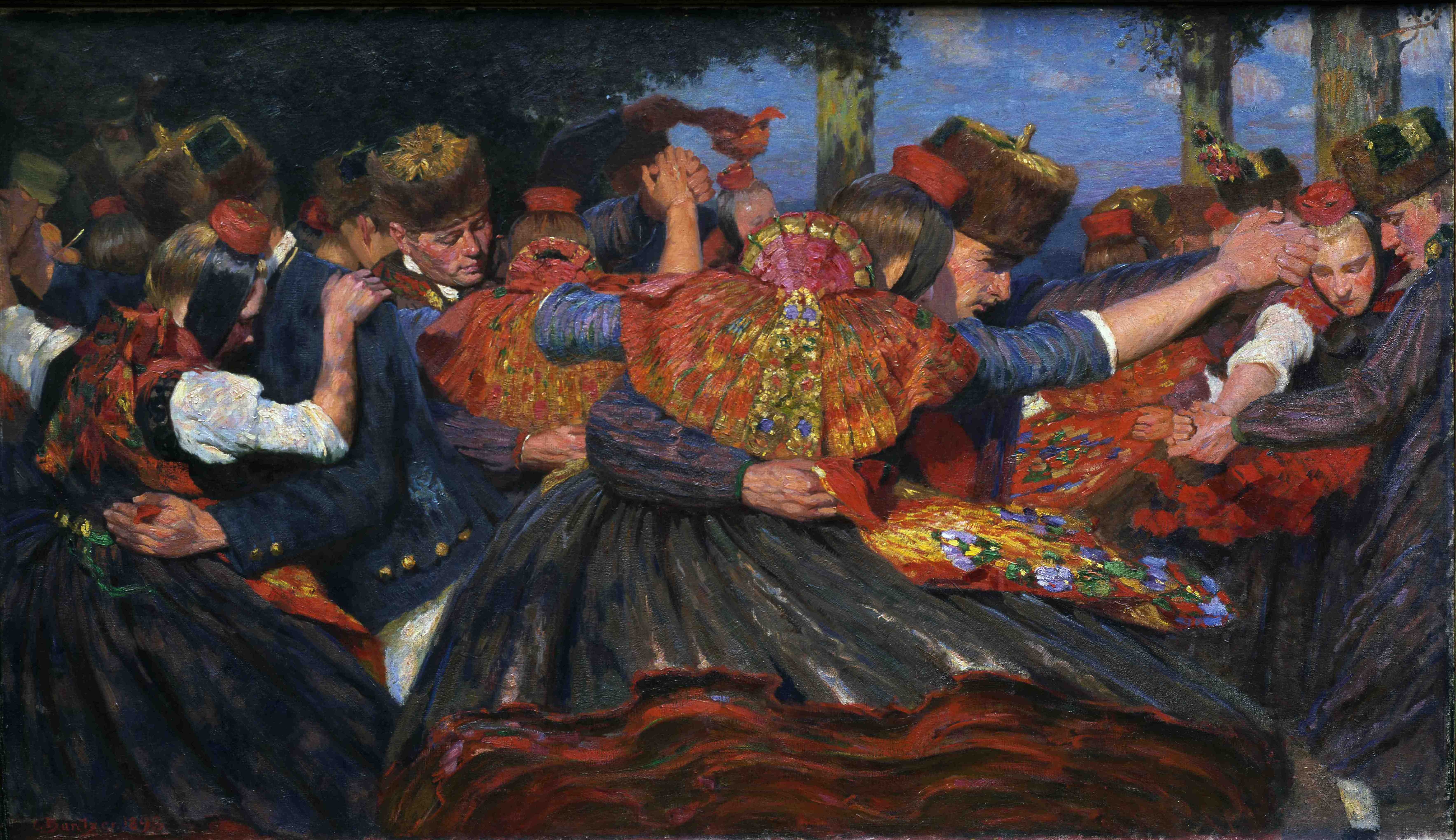
В танце. 1897—1898. Холст, масло. Музей истории искусств и культуры при Марбургском университете
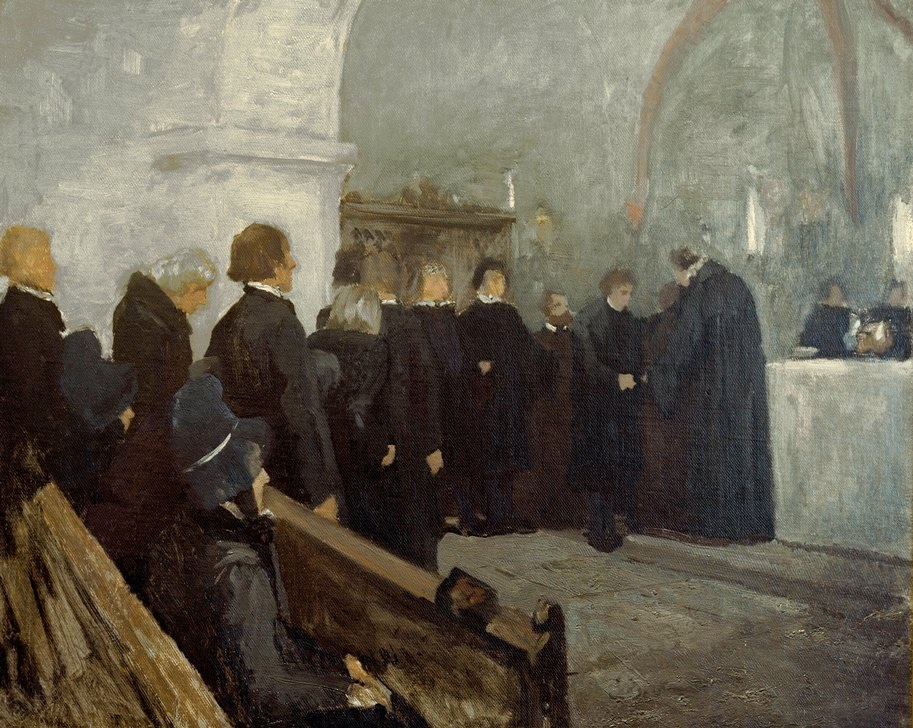
Святое причастие в гессенской деревенской церкви. 1891. Эскиз. Холст, масло. Частное собрание
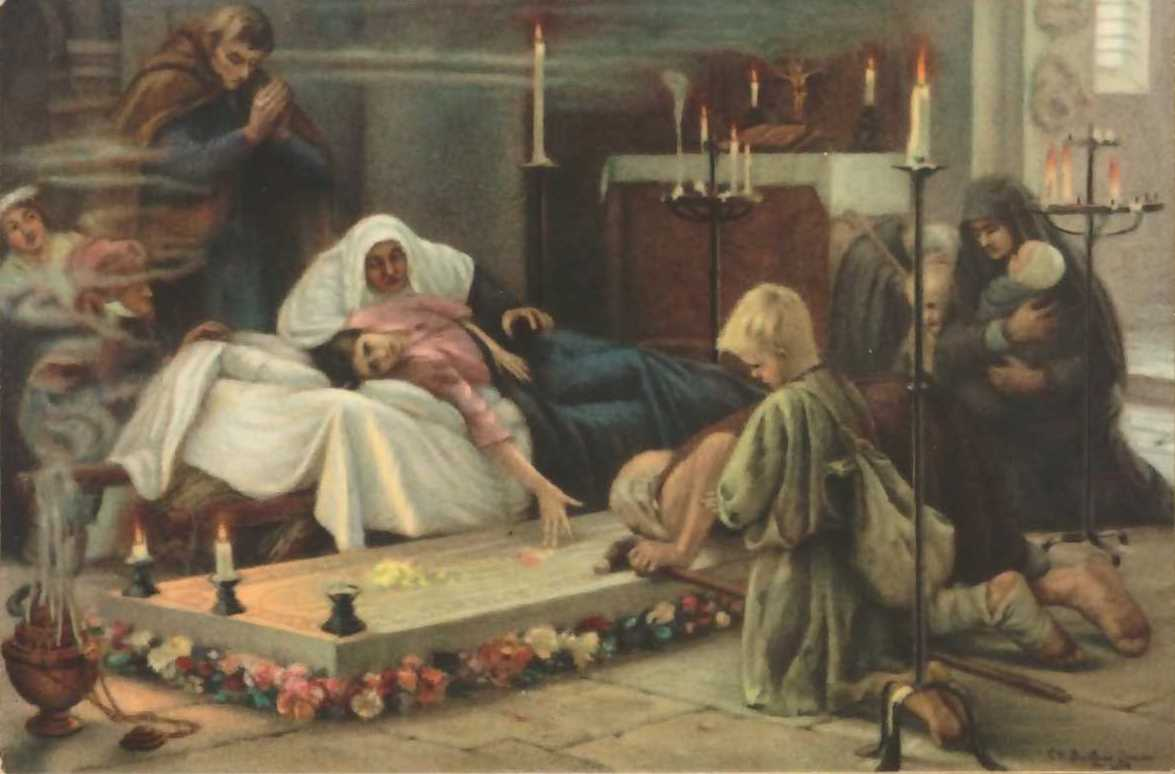
Паломники у тела святой Елизаветы. 1888. Холст, масло. Государственные художественные собрания Дрездена
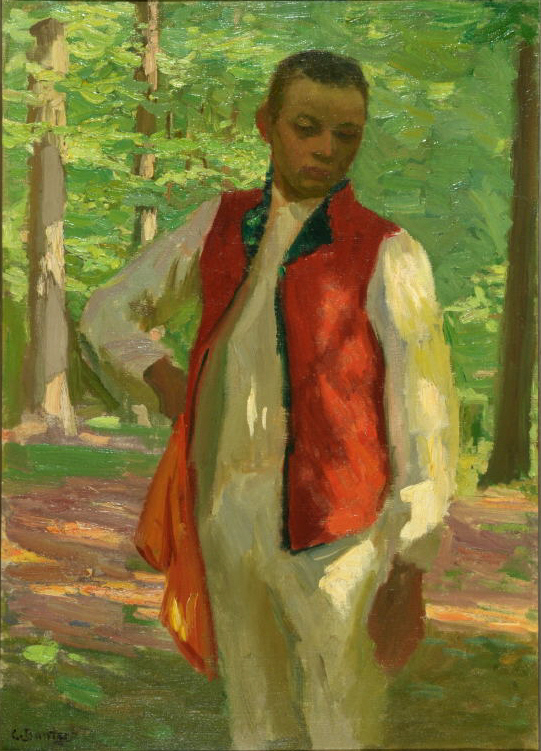
Портрет мальчика в холщёвом костюме. Частное собрание
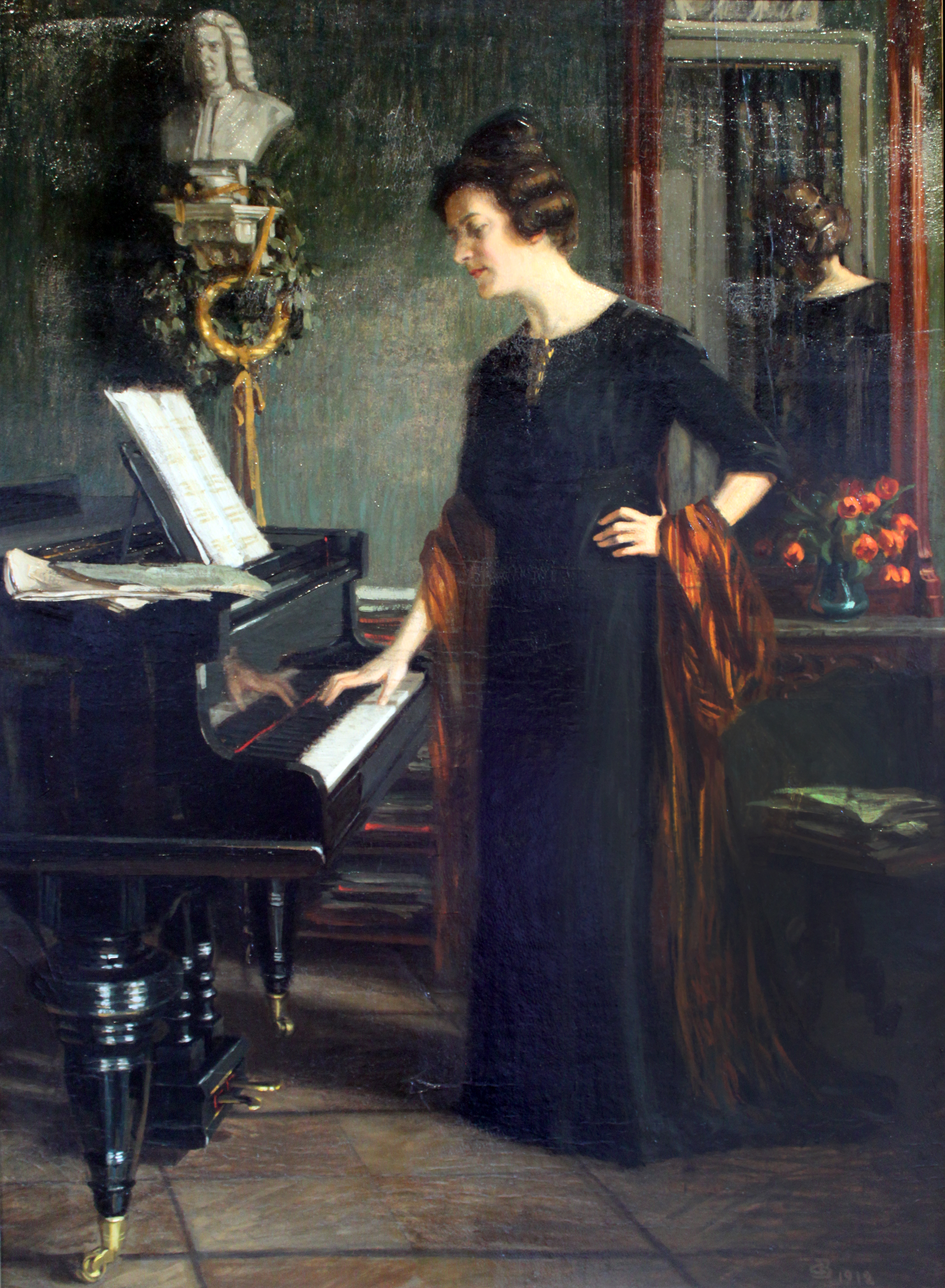
Портрет Эмми Лайснер. 1912. Холст, масло. Городской музей, Фленсбург